# Отражатель нейтронов
Отражатель нейтронов — конструктивная часть ядерного боеприпаса, окружающая делящееся вещество, или ядерного реактора, окружающая активную зону. Основное назначение отражателя — предотвращение утечки нейтронов в окружающую среду. В отдельных случаях отражатель может также называться зоной воспроизводства.

## Влияние отражателя
Фактически реакторов без отражателей нейтронов не существует. Активная зона, покоящаяся на фундаменте, уже, по крайней мере, снизу имеет отражатель, поскольку все вещества отражают нейтроны. Однако понятно, что эффективность отражения нейтронов тем выше, чем больше альбедо вещества-отражателя. Размещение отражателей вблизи тела, в объёме которого диффундируют порождаемые каким-то источником нейтроны, приводит к снижению утечек нейтронов. Часть тех нейтронов, которые в процессе диффузии по достижении поверхности тела покидали его объём, возвращается назад, так как в веществе отражателя нейтроны также участвуют в хаотической диффузии. Отражённые нейтроны снова отражаются от первого объёма и т. д., что прежде всего сопровождается повышением нейтронного потока на границе тела и отражателя. Повышение потока в граничных точках по отношению к потоку внутри тела означает снижение градиента потока на границе или диффузионного тока, равного утечке нейтронов с единицы площади поверхности тела в единицу времени.
Если иметь в виду не произвольную среду с посторонним источником нейтронов, а размножающую в критическом состоянии (см. Коэффициент размножения нейтронов), то уменьшение утечки при присоединении к активной зоне отражателя увеличивает w и переводит реактор в надкритическое состояние. Чтобы при неизменном k0 реактор снова стал критическим, следует, в свою очередь, снизить w за счет уменьшения объёма активной зоны. Таким образом, критические размеры реактора с отражателем всегда меньше, чем реактора без отражателя. С практической точки зрения это выгодно. Выделение энергии в реакторе возможно только в критическом состоянии. Когда в силу естественных причин реактор становится подкритичным, энерговыделение прекращается, и часть делящегося материала реактора остается неиспользованной. Само собой разумеется, эту часть целесообразно сделать возможно меньшей. Применение отражателей в какой-то мере служит этой цели.

## Материалы отражателей
Отражатели тепловых и промежуточных ядерных реакторов изготовляются из веществ-замедлителей. Такие отражатели слабо поглощают нейтроны и способствуют их замедлению в реакторе. В графитовых и тяжеловодных реакторах в качестве отражателя применяется графит, как наиболее доступный материал с хорошими диффузионными свойствами. При этом экономия активной зоны приблизительно равна длине диффузии нейтронов в графите, то есть около 50 см.
В реакторах с легкой водой в качестве замедлителя между активной зоной и корпусом реактора, служащим ёмкостью для воды, всегда имеется слой воды в 10 см или более. Этот слой уже является отражателем, обеспечивающим предельно возможную экономию активной зоны. Поэтому за пределами корпуса водяного реактора графитовый отражатель бесполезен, и такие реакторы не имеют отражателя как отдельной конструкции. Активные зоны реакторов с водяным замедлителем рассеивают нейтроны преимущественно с высокой энергией, а не тепловые. Поэтому экономия активной зоны определяется возвратом промежуточных нейтронов, частично замедленных, и по абсолютной величине достигает 7 см.
Реакторы на промежуточных нейтронах содержат мало замедлителя, и нейтроны поглощаются веществом прежде, чем становятся тепловыми. Активные зоны этих реакторов рассеивают быстрые и промежуточные нейтроны. Наилучшим отражателем таких нейтронов является бериллий. Также бериллий является лучшим замедлителем для промежуточных реакторов малых критических размеров, то есть реакторов с высокой концентрацией делящегося материала, в активной зоне. Обыкновенная вода уступает бериллию, поскольку из-за снижения сечения рассеяния у водорода при энергиях больше 0,1 МэВ легче пропускает через свой объём быстрые нейтроны, чем бериллий.
Реакторы на быстрых нейтронах не должны содержать вещества, замедляющие нейтроны, так как замедление снижает коэффициент воспроизводства, большая величина которого составляет основное
физическое преимущество быстрого реактора перед реакторами других типов. Материал отражателей реакторов на быстрых нейтронах — тяжёлые 238U или 232Th, которые одновременно являются сырьём для воспроизводства новых делящихся материалов. Такие отражатели, конечно, уменьшают критические размеры активных зон, однако основная их функция состоит в накоплении новых делящихся материалов, получающихся при поглощении рассеиваемых активной зоной нейтронов. Поэтому они называются не отражателями нейтронов, а зонами воспроизводства.